# Bronwyn Roye
Bronwyn Elizabeth Roye (Sídney, 18 de julio de 1970) es una deportista australiana que compitió en remo.
Ganó una medalla de bronce en el Campeonato Mundial de Remo de 1998, en la prueba de cuatro scull. Participó en dos Juegos Olímpicos de Verano, ocupando el cuarto lugar en Atlanta 1996 y el sexto en Sídney 2000, en la prueba de doble scull.

## Palmarés internacional
| Campeonato Mundial | Campeonato Mundial | Campeonato Mundial | Campeonato Mundial |
| Año                | Lugar              | Medalla            | Prueba             |
| ------------------ | ------------------ | ------------------ | ------------------ |
| 1998               | Colonia (Alemania) | Medalla de bronce  | Cuatro scull       |